# Paradiso (Tangerine Dream)
Paradiso es el trigésimo noveno álbum de estudio del grupo alemán de música electrónica Tangerine Dream. Publicado en 2006 por el sello Eastgate se trata de un álbum doble que destaca por la participación de la Orquesta Sinfónica de Brandeburgo y el Nuevo Coro de Cámara de Potsdam algo infrecuente en la extensa trayectoria del grupo.
El comentario sobre el álbum en el portal AllMusic destaca que "esta ópera progresiva, en todo su esplendor heráldico, evoca y remite a los trabajos iniciales y más queridos del grupo".

## Producción
Grabado en 2005 en los estudios Eastgate de Viena, con un intenso trabajo de posproducción que requirió varios meses, Paradiso es la tercera y última entrega de la trilogía inspirada por el poema La Divina Comedia de Dante Alighieri.
Como en los otros dos álbumes que completan la trilogía Inferno (2002), grabado en vivo, y Purgatorio (2004), en estudio, cuenta con una orquesta sinfónica, un coro de cámara y una amplia nómina de cantantes.

## Lista de temas
| Disco 1 |                             |              |          |  |
| N.º     | Título                      | Escritor(es) | Duración |  |
| 1.      | «La Grande Spirale»         | Edgar Froese | 10:08    |  |
| 2.      | «Beyond Sodom And Gomorrha» | Edgar Froese | 10:14    |  |
| 3.      | «La Ley De La Montana»      | Edgar Froese | 7:38     |  |
| 4.      | «A Cielo Della Luna»        | Edgar Froese | 12:50    |  |
| 5.      | «Mercury Sphere»            | Edgar Froese | 6:15     |  |
| 6.      | «L'Era Della Venere»        | Edgar Froese | 11:51    |  |
| 7.      | «Invisible Sun»             | Edgar Froese | 9:25     |  |

| Disco 2 |                                |              |          |  |
| N.º     | Título                         | Escritor(es) | Duración |  |
| 1.      | «Jupiter Lightning»            | Edgar Froese | 8:12     |  |
| 2.      | «La Forza Del Saturno»         | Edgar Froese | 18:18    |  |
| 3.      | «Stars In Distance Glow»       | Edgar Froese | 7:43     |  |
| 4.      | «No More Birth, No More Death» | Edgar Froese | 8:37     |  |
| 5.      | «Transformazione»              | Edgar Froese | 10:46    |  |
| 6.      | «Truth Beyond Thoughts»        | Edgar Froese | 6:08     |  |
| 7.      | «L'Ultima Troma D'Oro»         | Edgar Froese | 8:20     |  |
| 8.      | «Leaving»                      | Edgar Froese | 7:01     |  |

## Personal
- Edgar Froese - teclados y producción
- Thorsten Quaeschning - teclados
- Linda Spa - flauta, teclados y saxo soprano
- Iris Camaa - congas y voz
- Jayney Klimek - voz
- Saskia Klumpp - voz
- Barbara Kindermann - voz
- Tatjana Kouchev - voz
- Bianca Acquaye - recitado
- Fridolin Johann Harms - voz infantil
- Orquesta Sinfónica de Brandeburg, dirigida por Michael Helmrath
- Nuevo Coro de Cámara de Potsdam, dirigido por Ud Joffe